# Salon des Réalités Nouvelles

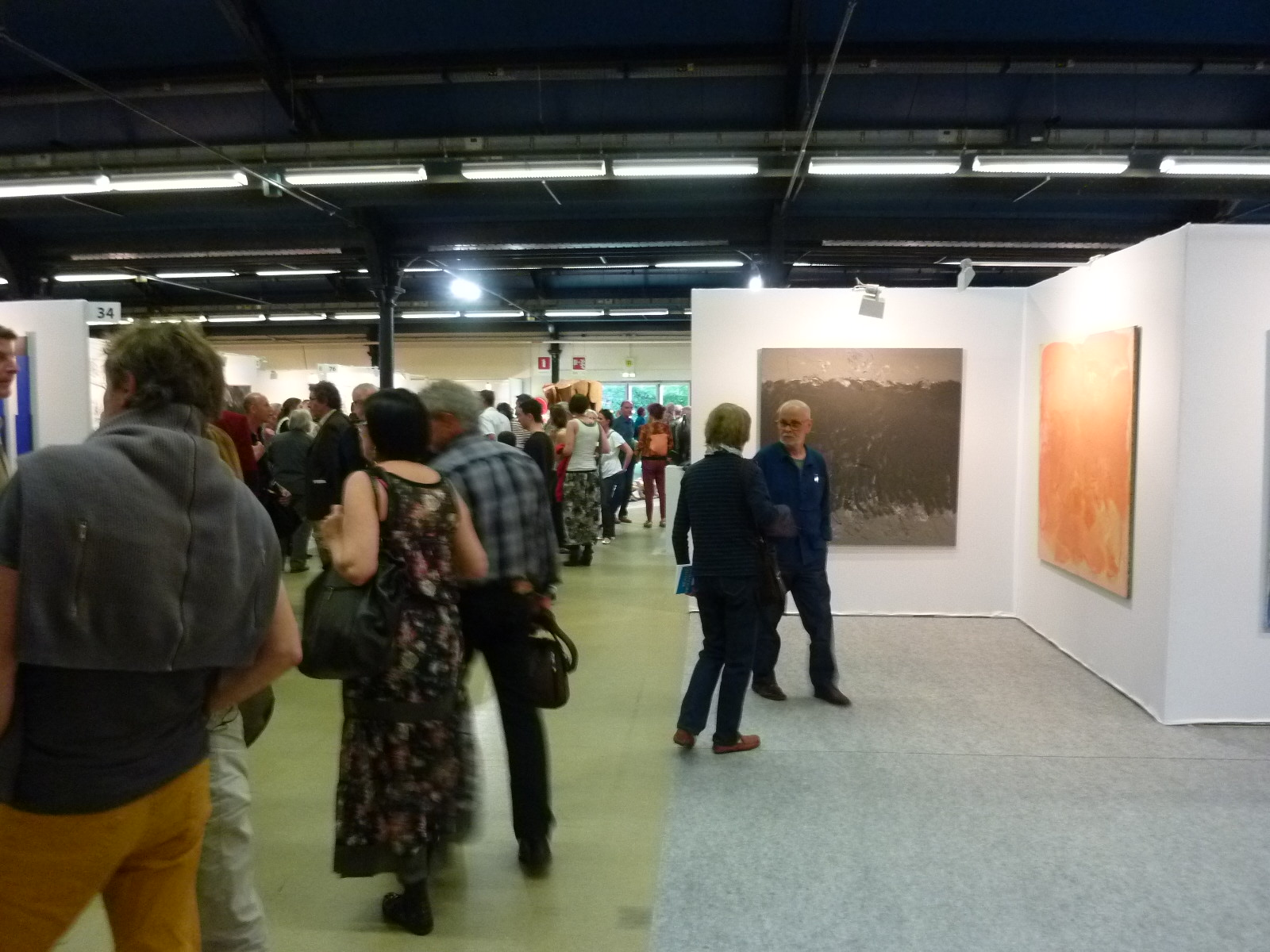
Vernissage des Salon des Réalités Nouvelles im Parc floral de Paris (2011)

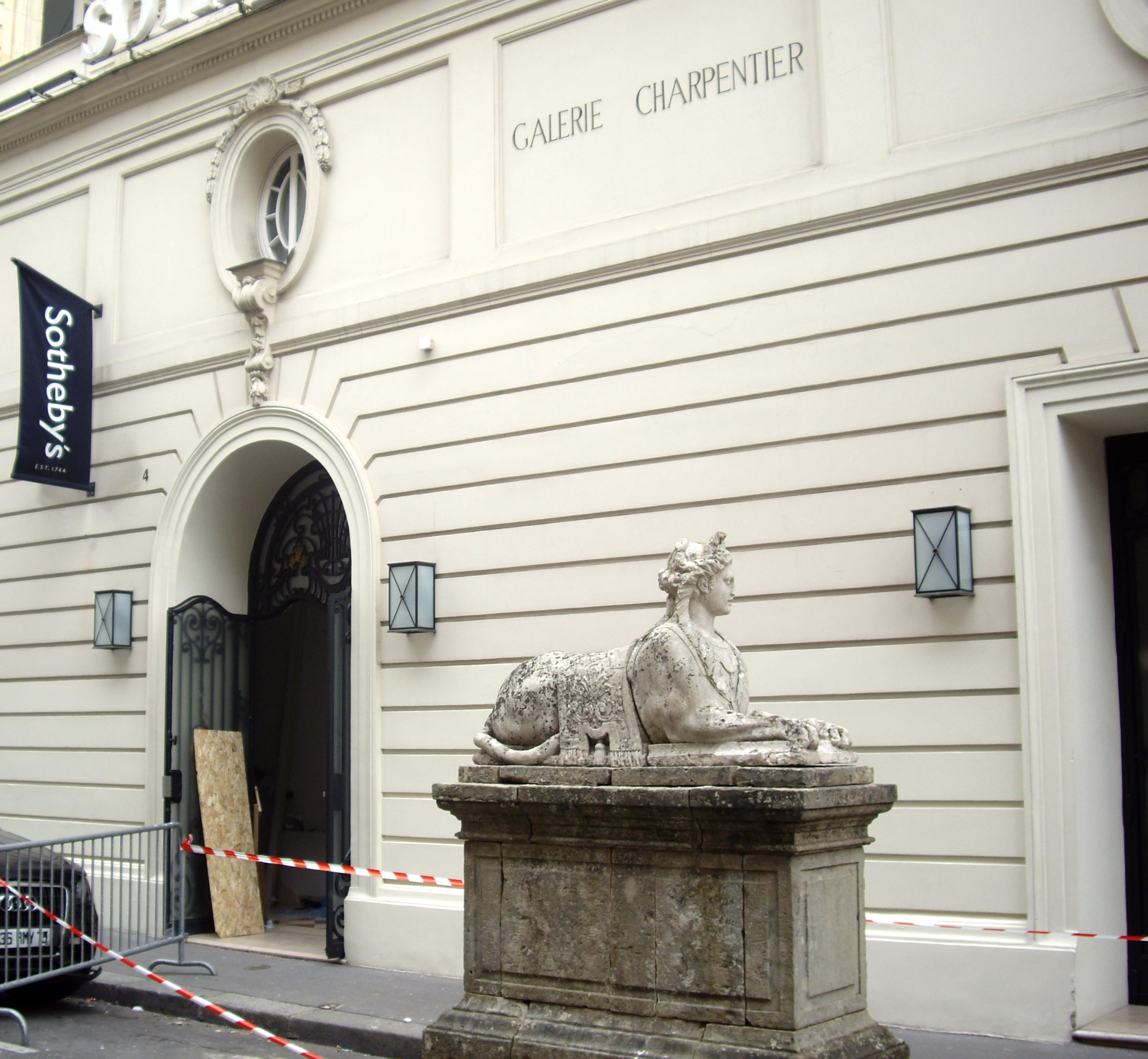
Seiteneingang der früheren Galerie Charpentier in Paris, Veranstaltungsort der Ausstellung Réalités Nouvelles (1939)

Salon des Réalités Nouvelles ist der Name einer Vereinigung von Künstlern und ein jährliches Ausstellungsforum mit Messecharakter in Paris für Künstler der geometrischen Abstraktion und deren Randbereiche.
Im Jahr 2004 waren mehr als 350 Künstlerinnen und Künstlern aus den Sparten Malerei, Skulptur und Fotografie auf dem Salon vertreten. Die Zulassung der Teilnehmer erfolgt nach Vorlage von Originalwerken oder Abbildungen von Arbeiten durch die Entscheidung einer Jury.

## Geschichte des Salons

### Ursprung (1939)
Bereits vor dem Zweiten Weltkrieg und der eigentlichen Gründung des Salons (1946) organisierten im Jahr 1939 der Kunsthändler und -sammler Frédo Sidès und der Kunstkritiker Yvanohé Rambosson gemeinsam eine Réalités Nouvelles betitelte Ausstellung in der Pariser Galerie Charpentier (76 rue du Faubourg Saint-Honoré). Gezeigt wurden unter anderem Werke von Theo van Doesburg († 1931), Kasimir Malewitsch († 1935), Jean Arp, Robert und Sonia Delaunay, Marcel Duchamp, Auguste Herbin, Otto Freundlich, Naum Gabo, Wassily Kandinsky, František Kupka, El Lissitzky, Alberto Magnelli, Piet Mondrian, Antoine Pevsner, Kurt Schwitters, Georges Vantongerloo, Francis Picabia, César Domela, Jean Gorin, Jean Hélion und Jeanne Kosnick-Kloss.

### Gründung (1946) und erste Ausstellungen
Die offizielle Gründung der Künstlervereinigung erfolgte 1946. In diesem Jahr fand auf Initiative und unter dem Vorsitz von Fredo Sidès vom 19. Juli bis 18. August der 1er Salon des Réalités Nouvelles im Palais des Beaux-Arts de la Ville de Paris statt, der unter der Schirmherrschaft eines Organisationskomitees stand, zu dessen Vorstandsvorsitzenden der unter dem Pseudonym Andry-Farcy bekannte Museumskurator Pierre-André Farcy ernannt wurde. Nelly van Doesburg übernahm die Schriftführung, Mitglieder des Komitees waren die ehemalige Galeristin Marie Cuttoli, der Direktor der Zeitschrift Arts Raymond Cogniat, der Schauspieler und Theaterregisseur Jean-Louis Barrault sowie der Gönner von Delaunay Paul Viard.
Es wurden Werke lebender und verstorbener Künstler ausgestellt und auf diese Art das Andenken beispielsweise an Robert Delaunay, Theo van Doesburg, Otto Freundlich, Kandinsky, Malewitsch, Mondrian und Sophie Taeuber-Arp († 1943) geehrt.
Der „Salon des Réalités Nouvelles“ löste 1946–1947 die Vereinigung „Abstraction-Création“ als Form für abstrakte Tendenzen in der Bildenden Kunst ab. Fredo Sidès, der diese Entwicklung bestimmte, blieb Vorsitzender bis zu seinem Tod im Jahr 1953.
Die Zusammensetzung des Direktionskomitees für den 1947 ausgerichteten 2. Salon des Réalités Nouvelles bezog vorwiegend Künstler in die Organisation ein. Es wurden Herbin zum Vizepräsidenten, Del Marle zum Schriftführer, Honoré Marius Bérard zum Kassenwart ernannt. Als Vorstandsmitglieder gewählt wurden Jean Arp, Gilbert Besançon, Sonia Delaunay, Jean Dewasne, Albert Gleizes, Jean Gorin und Antoine Pevsner.

### Seit 1956
Seit 1956 sind im Salon des Réalités Nouvelles alle Tendenzen der künstlerischen Abstraktion und deren Randbereiche vertreten.

## Präsidenten
- 1946–1953: Fredo Sidès
- 1953–1955: René Massat
- 1956–1980: Robert Fontene
- 1981–1994: Jacques Busse
- 1995–1904: Guy Lanoë
- 2005–2007: Michael Gemignani
- seit 2008: Olivier Di Pizio

## Ausstellungsorte
Die Ausstellung wechselte Im Laufe der Jahre und Jahrzehnte mehrmals ihren Standort.
- 1946–1969: Museum für moderne Kunst der Stadt Paris
- 1971–1978: Parc Floral de Paris, Vincennes
- 1982–1983: Espace de Nesle
- 1984–1993: Grand Palais
- 1994–1900: Espace Eiffel-Branly
- 2001-03: Auteuil Bereich
- seit 2004: Parc floral de Paris, Vincennes

## Sonstiges
- Im Centre Georges-Pompidou bewahrt die zum Centre de Documentation et de recherche des Musée National d’Art Moderne gehörende Bibliothèque Kandinsky Briefe von und/oder an Robert und Sonia Delaunay, Fredo Sides und Yvanhoé Rambosson sowie andere Dokumente auf, die im Zusammenhang mit der Ausstellung Réalités Nouvelles von 1939 und dem Salon des Réalités Nouvelles stehen (Fonds Delaunay).

## Nachweise und Anmerkungen
1. ↑  abstraction création, art concret, art non figuratif, réalités nouvelles de 1946 à 1965, Ausstellungskatalog, Paris, Galerie Drouart, in Zusammenarbeit mit Domitille d'Orgeval, 2008–2009
2. ↑  Vgl. Ausstellungskatalog Galerie Drouart 2008–2009
3. ↑  Vgl. Ausstellungskatalog Galerie Drouart 2008–2009